# Baccador
(J.R.R. Tolkien, Il Signore degli Anelli)
Baccador è un personaggio di Arda, l'universo immaginario fantasy creato dallo scrittore inglese J.R.R. Tolkien per il romanzo Il Signore degli Anelli.
Vive nella Vecchia Foresta, ai margini della Contea, nella Terra di Mezzo. È la sposa di Tom Bombadil, e la figlia della Regina del Fiume. Fa la sua prima apparizione nel libro di poesie di Tolkien intitolato Le Avventure di Tom Bombadil. La prima poesia racconta la storia della sua “cattura” da parte di Tom.

## Origine
Come nel caso di Tom Bombadil, la sua posizione nell'universo di Tolkien è enigmatica.
La “Figlia del Fiume” è, come il nome suggerisce, una Ninfa delle Acque della Vecchia Foresta che si trova vicina alla Contea, dove si svolgono parte delle avventure del Signore degli Anelli. La questione dell'origine di Baccador, se in realtà sia un'Elfa, una donna mortale, un Maia o una delle Valier si presta a varie ipotesi. Alcuni ipotizzano che Baccador sia in realtà Yavanna, la protettrice dei frutti della terra, seconda come potere tra le Valier. Un'altra spiegazione potrebbe essere che era in origine un Maia che scelse di diventare corporeo unendosi al fiume, in maniera simile alla maniera in cui Melian si unì a Elu Thingol. Per altri è uno spirito della foresta che, assieme a Tom Bombadil, fu inserito per rappresentare le foreste inglesi che all'epoca stavano scomparendo. Per ulteriori particolari sull'ultima ipotesi vedi il paragrafo La natura del personaggio nella voce “Tom Bombadil”.

## Il nome
Il nome del personaggio nell'originale inglese è Goldberry, "bacca d'oro", mantenuto nella versione italiana. 

## Storia
Nelle Avventure di Tom Bombadil Baccador viene sorpresa da Tom mentre canta agli uccelli fra i giunchi: Bombadil la tiene stretta e le propone di lasciare sua madre per andare con lui a Sottocolle. Il giorno del matrimonio la sposa indossa i suoi fiori preferiti: gigli e non-ti-scordar-di-me.
Ne Il Signore degli Anelli Pipino, Merry, Frodo e Sam la incontrano quando raggiungono la casa di Tom Bombadil; prepara loro il pranzo, e li allieta con la sua voce giovane ed antica, cantando con il suo sposo Tom.